# Valdefuentes del Páramo
Valdefuentes del Páramo ist eine Gemeinde (Municipio) mit 306 Einwohnern (Stand: 2024) in der Provinz León der Autonomen Gemeinschaft Kastilien-León. Neben dem Hauptort Valdefuentes del Páramo gehört die Ortschaft Azares del Páramo zur Gemeinde. 

## Geographie
Valdefuentes del Páramo liegt etwa 35 Kilometer südsüdwestlich von León in einer Höhe von ca. 785 m.

## Bevölkerungsentwicklung
| Jahr        | 1900 | 1950 | 1970 | 1981 | 1991 | 2001 | 2011 | 2021 |
| ----------- | ---- | ---- | ---- | ---- | ---- | ---- | ---- | ---- |
| Einwohner   | 557  | 660  | 668  | 603  | 539  | 458  | 361  | 310  |
| Quelle: INE |      |      |      |      |      |      |      |      |

## Sehenswürdigkeiten

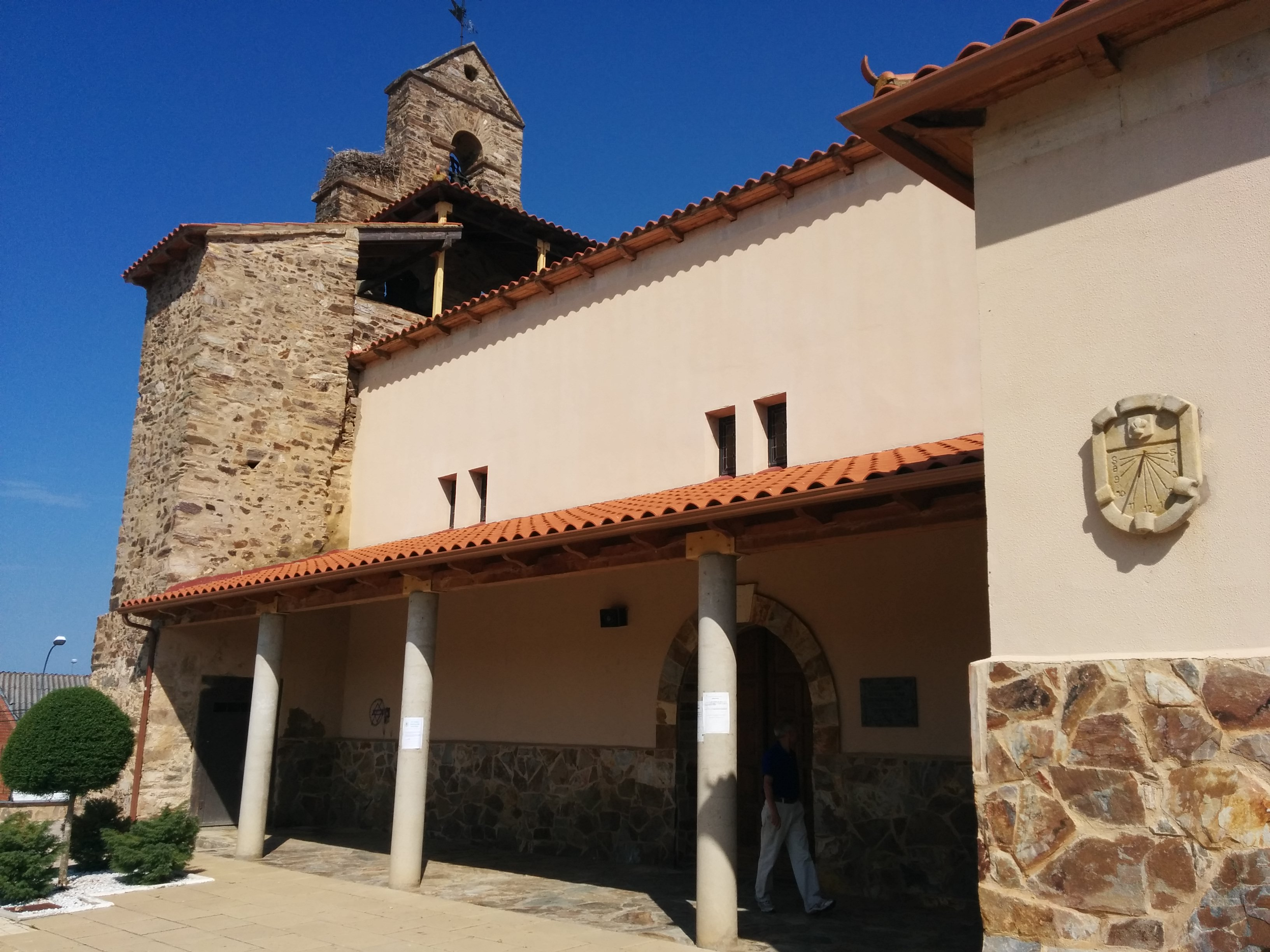
Kirche
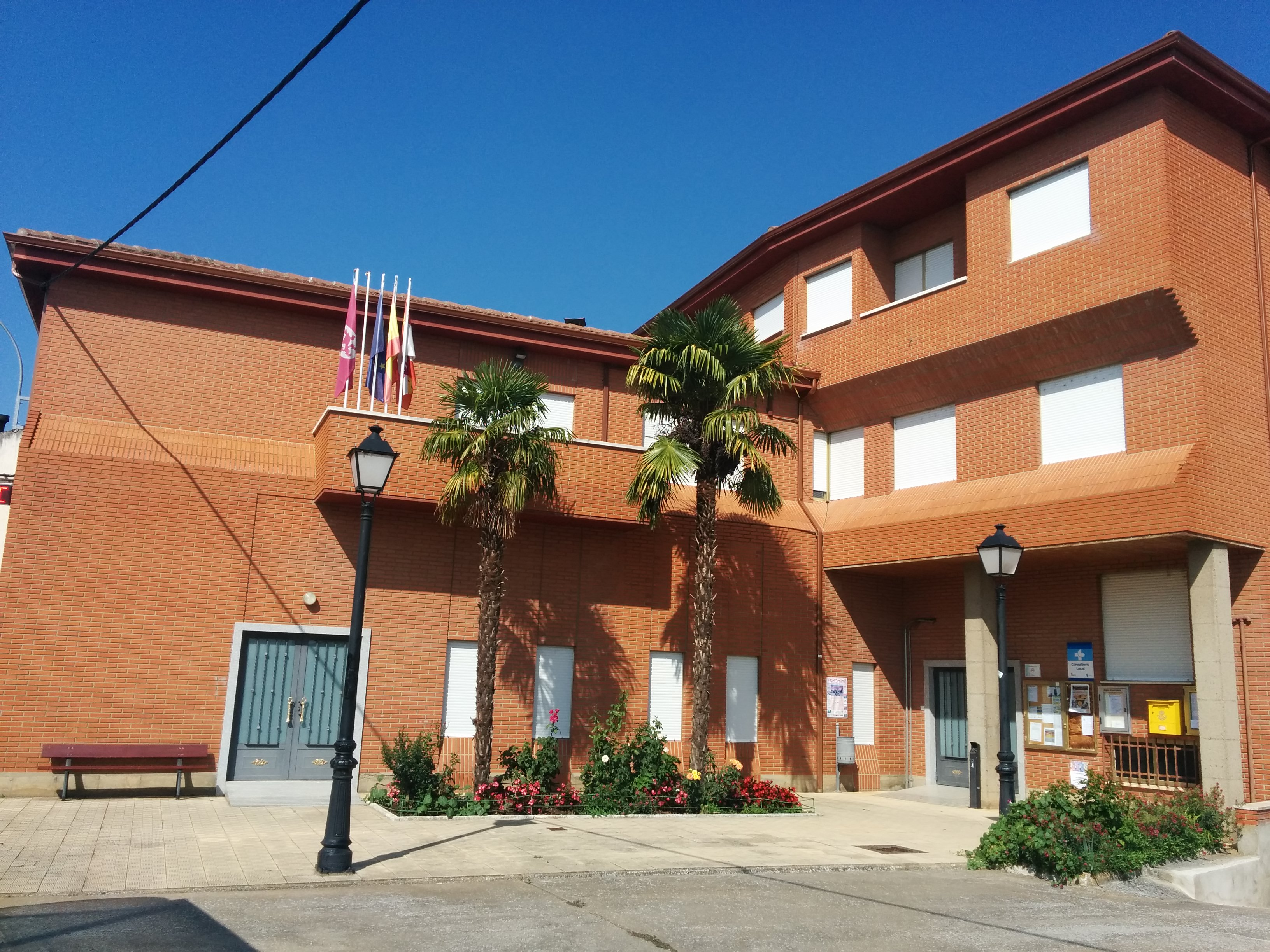
Rathaus

- Kirche
- Rathaus